# Neodiprion abietis
Espèce
Neodiprion abietis, communément connu sous le nom de Diprion du sapin baumier, est une espèce d'insectes hyménoptères phytophages spécialisés trouvée au Canada et aux États-Unis.

## Aspects évolutifs
N. abietis est considéré comme provenant d'un groupe monophylétique.

## Importance écologique
Les facteurs écologiques soupçonnés d'être impliqués dans les épidémies de N. abietis sont l'immigration, des ratios des sexes biaisés envers les femelles et une faible mortalité due aux maladies, parasitoïdes et effets de la plante-hôte,, ,. À l'échelle locale, les épidémies peuvent durer de 3 à 5 ans et ont une périodicité d'environ 10 ans.
Les épidémies du diprion du sapin baumier provoquent une réduction de la croissance de l'arbre qui, à son tour, peut entrainer la mortalité des arbres,. Le diprion du sapin baumier, et plus spécifiquement, les larves du troisième au cinquième stade, sont responsables de la défoliation et de la perte de feuillage. La défoliation du diprion du sapin baumier ne stimule pas la croissance épicormique, ce qui contribue à une lente reprise de la croissance et à un impact sévère sur le sapin baumier. Au Canada Atlantique, il a été documenté que les épidémies de N. abietis sont de plus forte intensité dans les forêts éclaircies que dans les forêts naturelles,,,,,,.
Les épidémies du diprion du sapin baumier peuvent être raccourcies par l'application d'un baculovirus connu sous le nom de NeabNPV,, qui s'est avéré être impliqué dans le déclin naturel des épidémies du diprion du sapin baumier. Le NeabNPV agit en infectant les cellules épithéliales de l'intestin moyen des larves, cette infection pouvant être véhiculée dans l'intestin moyen jusqu'à l'âge adulte.